# أشيرية

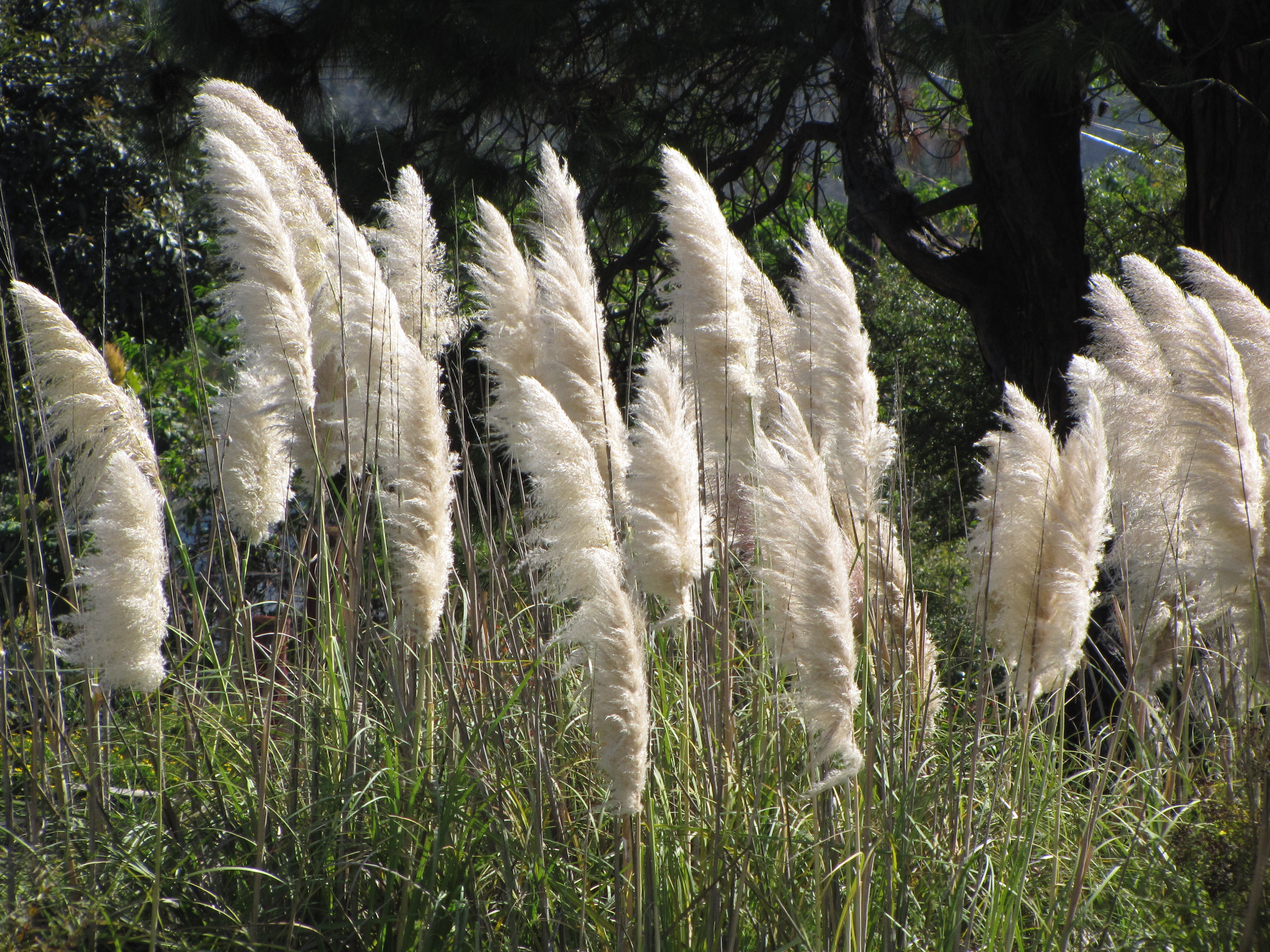

الأُشَيْرِيَّة هو جنس يحتوي على 25 إلى 35 نوعًا من النباتات العشبية والمعمرة في الفصيلة النجيلية. تتوزع في جميع أنحاء أمريكة الجنوبية (15-20 نوعًا) ونيوزلندة (4 أنواع) وغينيا الجديدة (نوع واحد).

## التسمية
الأُشَيْرِيّة هي ترجمة لاسم الجنس العلمي والتي تشير إلى التحزيزات فيه.

## الأنواع
من أنواعه:
- أشيرية سلوفية